# Veľká Čausa
Veľká Čausa (allemand : Großtschauscha, hongrois : Nagycsóta) est un village de Slovaquie situé dans la région de Trenčín.

## Histoire
La première mention écrite du village date de 1430.

## Démographie

### Évolution de la population
| Année:               | 1994. | 2004.   | 2014.   | 2024.    |
| -------------------- | ----- | ------- | ------- | -------- |
| Nombre de personnes: | 419   | 440     | 480     | 546      |
| Différence:          |       | +5,01 % | +9,09 % | +13,75 % |

| Année:               | 2023. | 2024.   |
| -------------------- | ----- | ------- |
| Nombre de personnes: | 542   | 546     |
| Différence:          |       | +0,73 % |